# Потемина, Наталья Вячеславовна
Наталья Вячеславовна Потемина (род. 26 марта 1988) — российская баскетболистка, выступающая в амплуа форварда за клуб «Динамо» (Новосибирск).

## Карьера
Воспитанница вологодского баскетбола. В 2010 году перебирается в Новосибирск и начинает выступать за команду Высшей лиги «Динамо-ГУВД». В Новосибирске проводит 4 сезона, после чего в 2015 году подписывает контракт с московским «Динамо». Мастер спорта России.